# Judith Curry
Judith A. Curry, née en 1953, est une climatologue et climato-sceptique américaine. Elle est directrice de la School of Earth and Atmospheric Sciences (École des sciences de la Terre et de l'atmosphère) au Georgia Institute of Technology de 2002 à 2013, et au cours de sa carrière elle occupe des postes d'enseignante et de chercheuse dans cinq universités américaines. Durant sa carrière, elle est également membre du Comité de recherche climatologique (Climate Research Committee) du Conseil américain de la recherche, et elle dirige plusieurs groupes de recherche transdisciplinaires en lien avec l'Organisation météorologique mondiale et le Programme mondial de recherches sur le climat. Ses domaines de recherche comprennent les ouragans, la télédétection, les modèles atmosphériques (en), le climat polaire, les interactions atmosphère-océan et l'usage de drones pour les recherches sur l'atmosphère.
Elle témoigne plusieurs fois, entre 2013 et 2018, devant le Congrès des États-Unis en affirmant que l'incertitude sur la variation climatique naturelle et sur les modèles climatiques reste suffisamment grande pour qu'un doute raisonnable demeure quant à l'évolution du climat, ce qui la place en contradiction avec le consensus scientifique. De ce fait, elle se montre critique par rapport aux appels à une action politique urgente visant à réduire les émissions de gaz à effet de serre.

## Diplômes
En 1974, Judith Curry obtient, cum laude, un Baccalauréat universitaire ès sciences de l'université du Nord de l'Illinois avec une licence en géographie. En 1982, elle obtient un doctorat en sciences géophysiques de l'université de Chicago, pour des travaux portant sur la formation des masses d'air polaires continentales,.

## Carrière
Judith Curry occupe successivement des postes d'assistante professeur à l'université du Wisconsin à Madison, de 1982 à 1986, à l'université Purdue, de 1986 à 1989, et à l'université d'État de Pennsylvanie, de 1989 à 1992, où à chaque fois elle se consacre à l'étude des sciences de l'atmosphère. Elle devient ensuite professeure titulaire à l'université du Colorado, de 1992 à 2002. De 1994 à 2000, elle continue à étudier les climats polaires, notamment l'évolution de la banquise arctique et les interactions océan-banquise-atmosphère, au sein du Science Steering Group, Arctic Climate System (ACSYS), puis elle préside deux groupes internationaux de recherche sur le climat, de 1998 à 2004 : le Radiation Panel SEAFLUX Project, au sein de GEWEX, et le GCSS Working Group on Polar Clouds.
Judith Curry devient directrice de la School of Earth and Atmospheric Sciences (École des sciences de la Terre et de l'atmosphère), au sein du Georgia Institute of Technology, de 2002 à 2013. Durant la même période, elle exerce des fonctions d'enseignante-chercheur au sein du même institut. Enfin, de 2013 à 2016, elle continue d'y enseigner en tant que professeur émérite. Elle est membre du Groupe de travail Climat du NOAA (NOAA Climate Working Group) de 2004 à 2009,, et elle fait partie du Sous-comité Sciences de la Terre du Comité Sciences du Conseil consultatif de la NASA (NASA Advisory Council Science Committee, Earth Science Subcommittee) de 2009 à 1013,, et du National Academies Climate Research Committee de 2003 à 2006,.
Pendant ces années, elle étudie la question des liens possibles entre l'intensité des cyclones tropicaux et le réchauffement climatique. Son groupe de recherche étudie également la corrélation entre l'intensité des cyclones tropicaux et les dommages qu'ils causent. Ces études démontrent, entre autres choses, que la taille d'un cyclone tropical est un facteur proportionnel au nombre de tornades qu'il engendre.
Judith Curry est coautrice de plusieurs livres, notamment de Thermodynamics of Atmospheres and Oceans (1999), et coéditrice de l'Encyclopedia of Atmospheric Sciences (2002). Au cours de sa carrière elle publie plus de 140 articles dans des revues scientifiques à comité de lecture. Au nombre des distinctions dont elle est honorée figure le Henry G. Houghton Research Award, qui lui est décerné par la Société américaine de météorologie en 1992.
Le 3 janvier 2017, elle annonce sur son blog qu'elle fait valoir ses droits à la retraite pour cesser d'enseigner au Georgia Institute of Technology et qu'elle ne compte pas occuper d'autres postes universitaires ou gouvernementaux. Un élément décisif de sa décision est, d'après ses dires, qu'elle ne sait plus quels conseils donner aux étudiants et aux jeunes chercheurs en science du climat, qui, à cause de ce qu'elle considère comme « la folie qui règne dans cette discipline », doivent, selon elle, « souvent choisir entre l'intégrité scientifique et le suicide professionnel ».

## Opposition au consensus sur le changement climatique
En 2009, lors d'une interview par le New York Times, Judith Curry dit être troublée par la « nature tribale » de certaines parties de la communauté des climatologues et par ce qu'elle considère comme une réticence à communiquer les données et à les laisser réanalyser par des chercheurs indépendants. Elle a écrit que les climatologues devraient être plus transparents dans leurs relations avec le public, et débattre avec ceux qui se montrent sceptiques sur le consensus scientifique en matière de changement climatique.
En février 2010, Judith Curry a publié sur le blog Watts Up With That et d'autres, un essai intitulé On the Credibility of Climate Change, Towards Rebuilding Trust. Écrivant dans le New York Times, Andrew Revkin considère que cet essai est un message aux jeunes scientifiques qui pourraient être découragés par ce qu'on appelle le « Climategate » (rebondissement de novembre 2009 dans la controverse sur le réchauffement climatique).
En septembre 2010, Judith Curry crée Climate Etc, un blog climato-dénialiste,, et participe à d'autres blogs de la sphère climato-dénaliste. La chercheuse ne nie pas la réalité du réchauffement climatique mais conteste que son origine soit pour l'essentiel anthropique (autrement dit qu'il puisse être distingué de la variabilité climatique naturelle) et que ses effets soient néfastes pour l'humanité, et s'oppose aux politiques climatiques. Rejetant le consensus scientifique sur le changement climatique, elle s'oppose au Groupe d'experts intergouvernemental sur l'évolution du climat.
De 2013 à février 2019, elle est appelée à témoigner devant au moins six commissions ou sous-commissions du Congrès américain. Questionnée sur le changement climatique, elle souligne chaque fois l'incertitude sur les résultats des modèles climatiques, et répète que les risques engendrés par le changement climatique sont exagérés. En 2015, elle précise que ceci conduit à mettre en place des politiques non adaptées aux évolutions réelles. Elle critique ainsi le plan climat du président Obama, le plan d'action pour le climat de l'ONU, ainsi que d'autres propositions visant à réduire les émissions de gaz à effet de serre. Quand le sénateur Ted Cruz évoque une « manipulation  » des données par les scientifiques voulant prouver un réchauffement, elle se trouve en désaccord avec lui, et précise que le problème vient des « barres d'erreur » qui sont souvent sous-estimées sur certaines données,.

## Publications
- Judith A. Curry et Peter J. Webster, Thermodynamics of Atmospheres and Oceans, Academic Press, a division of Harcourt Brace & Company, San Diego, California,  (ISBN 978-0-12199-570-6), 1999. Partiellement consultable sur Google livres.
- James R. Holton, Judith A. Curry et John A. Pyle (dir.), Encyclopedia of Atmospheric Sciences (6 volumes), Academic Press, a division of Harcourt Brace & Company, 2002,  (ISBN 978-0-12227-090-1).
- Vitaly I. Khvorostyanov, et Judith A. Curry, Thermodynamics, Kinetics, and Microphysics of Clouds, Cambridge University Press, Cambridge University, 762 p., 2014,  (ISBN 978-1-10701-603-3).
- Judith A. Curry, Climate Uncertainty and Risk: Rethinking Our Response, Anthem Press, 340 p., 2023,  (ISBN 978-1-78527-816-7), (ISBN 978-1-83998-925-4)